# Florarctus wunai
Espèce
Florarctus wunai est une espèce de tardigrades de la famille des Halechiniscidae.

## Distribution
Cette espèce est endémique d'Okinawa dans l'archipel Nansei au Japon. Elle a été découverte entre six et neuf mètres de profondeur dans l'océan Pacifique.

## Description
La femelle holotype mesure 257 µm et le mâle paratype 125 µm.

## Publication originale
- Fujimoto, 2015 : Halechiniscidae (Heterotardigrada, Arthrotardigrada) of Oura Bay, Okinawajima, Ryukyu Islands, with descriptions of three new species. ZooKeys, no 483, p. 149-166 (texte intégral).